# Rahma bint Hassan
Prințesa Rahma bint Hassan (n. 13 august 1969) este o prințesă iordaniană. Tatăl ei este Prințul Hassan bin Talal. Mama ei, Prințesa Sarvath El Hassan, este de origine pakistaneză-bengaleză.